# Smøla
Smøla este o comună din provincia Møre og Romsdal, Norvegia.